# NGC 4664
NGC 4664 је спирална галаксија у сазвежђу Девица која се налази на NGC листи објеката дубоког неба.
Деклинација објекта је + 3° 3' 19" а ректасцензија 12h 45m 6,1s. Привидна величина (магнитуда) објекта NGC 4664 износи 10,3 а фотографска магнитуда 11,2. Налази се на удаљености од 17,9000 милиона парсека од Сунца. NGC 4664 је још познат и под ознакама NGC 4624, NGC 4665, UGC 7924, MCG 1-33-5, CGCG 43-18, PGC 42970.